# J. Neil Schulman
Joseph Neil Schulman (/ˈʃuːlmən/; n. 16 aprilie 1953, New York City, New York, SUA – d. 10 august 2019, Colorado Springs, Colorado, SUA) a fost un scriitor american care a scris romanele Alongside Night⁠(d) (1979) și The Rainbow Cadenza⁠(d) (1983), care au obținut ambele premiul Prometheus, un premiu pentru literatura științifico-fantastică libertariană. Cel de-al treilea roman al său, Escape from Heaven, a fost, de asemenea, finalist la Premiul Prometheus în 2002. Cel de-al patrulea și ultimul său roman, The Fractal Man, a fost finalist la Premiul Prometheus în 2019.

## Biografie
Schulman s-a născut în cartierul Forest Hills, Queens⁠(d) la 16 aprilie 1953. A scris patru romane (Alongside Night⁠(d), The Rainbow Cadenza⁠(d), Escape from Heaven, The Fractal Man) și a fost autorul altor nouă cărți, inclusiv al unui volum de povestiri, Nasty, Brutish, and Short Stories, Stopping Power: Why 70 Million Americans Own Guns și The Robert Heinlein Interview and Other Heinleiniana.
A scris scenariului episodului „Profile in Silver⁠(d)” al serialului Zona crepusculară, difuzat pentru prima dată de postul de televiziune CBS în 7 martie 1986. Schulman a murit pe 10 august 2019, la vârsta de 66 de ani, la trei zile după ce a suferit o embolie pulmonară.

## Realizarea filmului
Schulman a fost scenarist, regizor, producător executiv (împreună cu Nichelle Nichols) al filmului Lady Magdalene's⁠(d), care a fost produs de Jesulu Productions, propria companie a lui Schulman. Filmul a obținut trei premii la festivalurile de film: „Cel mai bun film” la Festivalul Filmului Negru din San Diego din 2008,  „Alegerea publicului – Film narativ de lungmetraj” la Festivalul Internațional de Film Cinema City din 2008, organizat la Universal Hollywood Citywalk, și „Premiul special al juriului pentru idealuri libertariene” la Festivalul de film Anthem/FreedomFest din 2011, care a avut loc la Bally's Las Vegas.
În 2013 Schulman a încheiat producția unui lungmetraj inspirat din romanul Alongside Night, care i-a avut în rolurile principale pe Kevin Sorbo, Jake Busey, Tim Russ⁠(d), Garrett Wang⁠(d), Mara Marini⁠(d) și Gary Graham⁠(d). Filmul a avut premiera în 2014 și a beneficiat de o distribuție limitată în cinematografe. A fost lansat pentru streaming pe iTunes, Amazon Video și Amazon Prime⁠(d) și într-un pachet combinat Blu-ray/DVD.

## Vizualizări
Schulman a fost un susținător proeminent al filozofiei agorismului anarhist, care a fost dezvoltată de Samuel Edward Konkin III⁠(d). Cu toate că a sprijinit inițial Războiul împotriva terorismului, el s-a opus operațiunilor militare americane în Orientul Mijlociu și ocupării militare a teritoriilor de acolo. Schulman a susținut, de asemenea, comerțul liber și s-a opus practicării taxelor vamale.

## Cărți
Schulman este autorul următoarelor cărți:
- Self Control Not Gun Control (Synapse-Centurion, 1995; Pulpless.Com 1999)
- Profile in Silver and Other Screenwritings (Pulpless.Com, 1999)
- The Frame of the Century? (Pulpless.Com, 1999)
- The Heartmost Desire (Pulpless.Com, 2013)
- Unchaining the Human Heart – A Revolutionary Manifesto (Pulpless.Com, 2017)
- I Met God – God without Religion, Scripture, or Faith (Pulpless.Com, 2017)
- Atheist to Believer (Pulpless.Com, 2017)
- J. Neil Schulman's The Book of Words (Pulpless.Com, 2017)
- The Fractal Man (Steve Heller Publishing, 2018)[20]
- Origitent: Why Original Content Is Property (Steve Heller Publishing, 2018)
- Alongside Night (Pulpless.Com, 2017)
- The Rainbow Cadenza (Pulpless.Com, 2017)
- Why Original Content Is Property, ediție Kindle realizată de J. Neil Schulman, Wendy McElroy, Samuel Edward Konkin III, Stephan Kinsella, Steve Heller.[21]